# Nonen

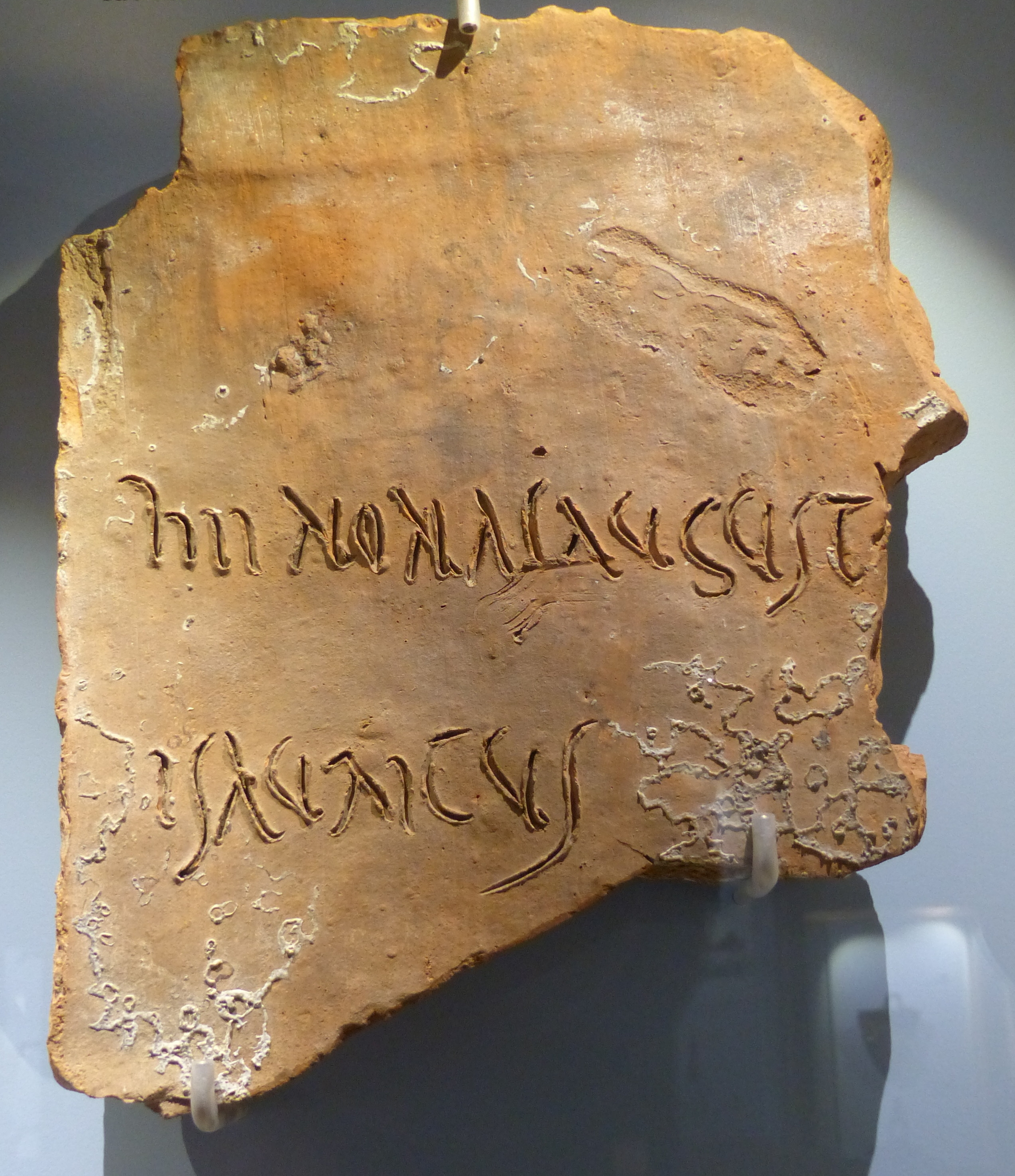
Datumsangabe IIII NONAS AVGVSTAS (2. August) aus dem Legionslager in Enns (OÖ)

Die „Nonen“ (Plural von ‚Nonus’; lateinisch Nonae) bezeichnen den achten Tag (ein Nundinum) vor den Iden, dem Vollmond. Analog dazu lag das Tubilustrium immer ein Nundinum nach dem Idus.

## Entstehung und Berechnung
Der Begriff leitet sich wahrscheinlich aus dem Abstand zwischen dem ersten Mondviertel und dem Vollmond ab, der acht oder neun Tage beträgt: „Neunter Tag vor den Iden“.
Censorinus berichtet in seinen Schriften von den Nonen im römischen Kalender. Friedrich Karl Ginzel vermutet in diesem Zusammenhang, dass diese Tage ursprünglich noch vorwärts gezählt wurden, da in der Anfangszeit des römischen Kalenders die Monate nach Sichtung des Neulichtes ausgerufen wurden. Die spätere Rückwärtszählung konnte erst mit Kenntnis der synodischen Monats- und Mondjahreslänge erfolgen. Die Nonen wurden zudem als „Verkündungstage der Monatsfeste“ genutzt. Daher fiel im römischen Kalender kein Monatsfest in das erste Mondviertel.

Animation der Mondphasen – daneben sind auch Erdnähe und -ferne als Größenschwankung und Libration als „Torkeln“ zu erkennen

Die Einteilungen der Nonen wurde später losgelöst von den tatsächlichen synodischen Mondmonaten schematisiert vorgenommen. Die Monate Martius, Maius, Quintilis und October beinhalteten im römischen Kalender 31 Tage. Die Nonen wurden in diesen Monaten auf den siebten und der Vollmond auf den fünfzehnten Tag festgelegt. In den neunundzwanzigtägigen Monaten lagen die Nonen dagegen auf dem fünften und der Vollmond auf dem dreizehnten Tag. Die Regelung der neunundzwanzigtägigen Monate galt auch für die Schaltmonate und den Februarius.
Grundlage der Berechnung war immer der Neumond. Somit war gewährleistet, dass der Zeitraum zwischen Vollmondtag und dem folgenden Neumond in den einunddreißigtägigen und neunundzwanzigtägigen Monaten jeweils sechzehn Tage betrug. Die Ausnahme bildete der Februarius mit fünfzehn Tagen.

## Nonen-Tage
Auffällig ist der Befund, dass die Nonen in der römischen Republik in den Monaten Ianuarius bis December außer dem „G“ alle anderen Nundinalbuchstaben tragen („A, B, C, D, E, F und H“). Die Vermutung, dass der Zusammenfall mit dem Buchstaben „G“ mit einem Schalttag verhindert wurde, ist durch die gängige Schaltpraxis nicht bezeugt. Um die Belegung mit dem „G“ zu verhindern, hätte die Schaltung im Februarius stattfinden müssen; dadurch wäre „G“ zum Jahreswechsel zu einem „D“ geworden. Im nächsten Februaris hätte eine weitere Schaltung von drei Tagen vorgenommen werden müssen, um den erneuten Zusammenfall zu verhindern; bei Verwendung des Schaltmonats Mercedonius wären sieben Tage notwendig gewesen. Diese Vorgehensweise stellte jedoch kalendertechnisch eine unmögliche Vorgehensweise dar.
| Nonen und Verteilung der Nundinae-Tage sowie der Tagescharakter bis 46 v. Chr. | Nonen und Verteilung der Nundinae-Tage sowie der Tagescharakter bis 46 v. Chr. | Nonen und Verteilung der Nundinae-Tage sowie der Tagescharakter bis 46 v. Chr. | Nonen und Verteilung der Nundinae-Tage sowie der Tagescharakter bis 46 v. Chr. | Nonen und Verteilung der Nundinae-Tage sowie der Tagescharakter bis 46 v. Chr. |
| Monat                                                                          | Tag                                                                            | Nundinae                                                                       | Tagescharakter                                                                 | Festveranstaltungen                                                            |
| ------------------------------------------------------------------------------ | ------------------------------------------------------------------------------ | ------------------------------------------------------------------------------ | ------------------------------------------------------------------------------ | ------------------------------------------------------------------------------ |
| Ianuarius                                                                      | 5                                                                              | E                                                                              | F                                                                              |                                                                                |
| Februarius                                                                     | 5                                                                              | B                                                                              | N                                                                              |                                                                                |
| Mensis intercalaris                                                            | 5                                                                              | C                                                                              | F                                                                              |                                                                                |
| Martius                                                                        | 7                                                                              | H                                                                              | F                                                                              |                                                                                |
| Aprilis                                                                        | 5                                                                              | E                                                                              | N                                                                              |                                                                                |
| Maius                                                                          | 7                                                                              | D                                                                              | N                                                                              |                                                                                |
| Iunius                                                                         | 5                                                                              | A                                                                              | N                                                                              |                                                                                |
| Quintilis                                                                      | 7                                                                              | H                                                                              | N                                                                              |                                                                                |
| Sextilis                                                                       | 5                                                                              | E                                                                              | N                                                                              |                                                                                |
| September                                                                      | 5                                                                              | B                                                                              | F                                                                              |                                                                                |
| October                                                                        | 7                                                                              | A                                                                              | F                                                                              |                                                                                |
| November                                                                       | 5                                                                              | F                                                                              | F                                                                              |                                                                                |
| December                                                                       | 5                                                                              | C                                                                              | F                                                                              |                                                                                |